# 小笠原持易
小笠原 持易（おがさわら もちやす、もちかね）は、江戸時代中期の旗本。江戸幕府の射礼師範。

## 生涯

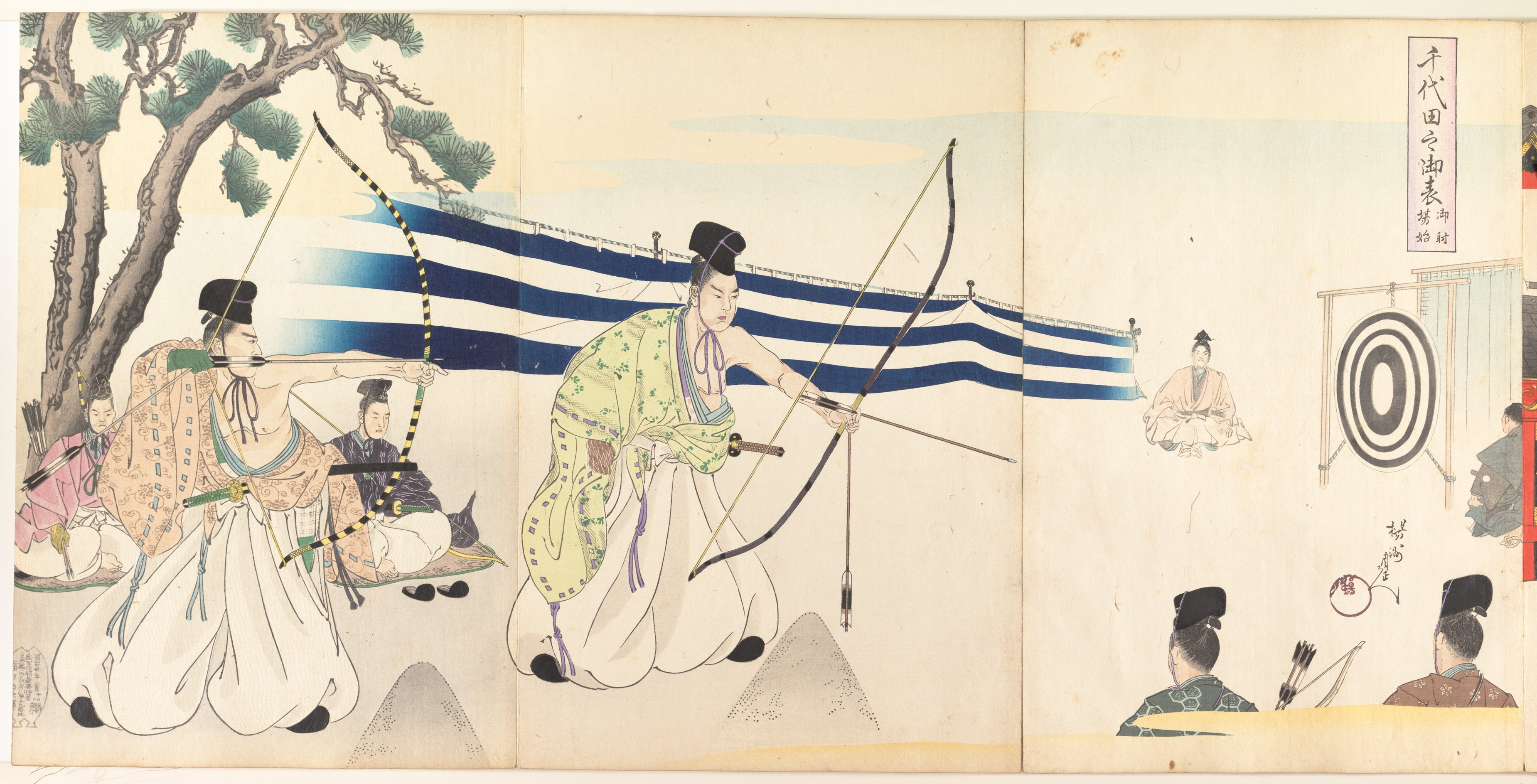
弓場始（『千代田之御表』より。明治30年(1896年)発行。揚洲周延作画。）

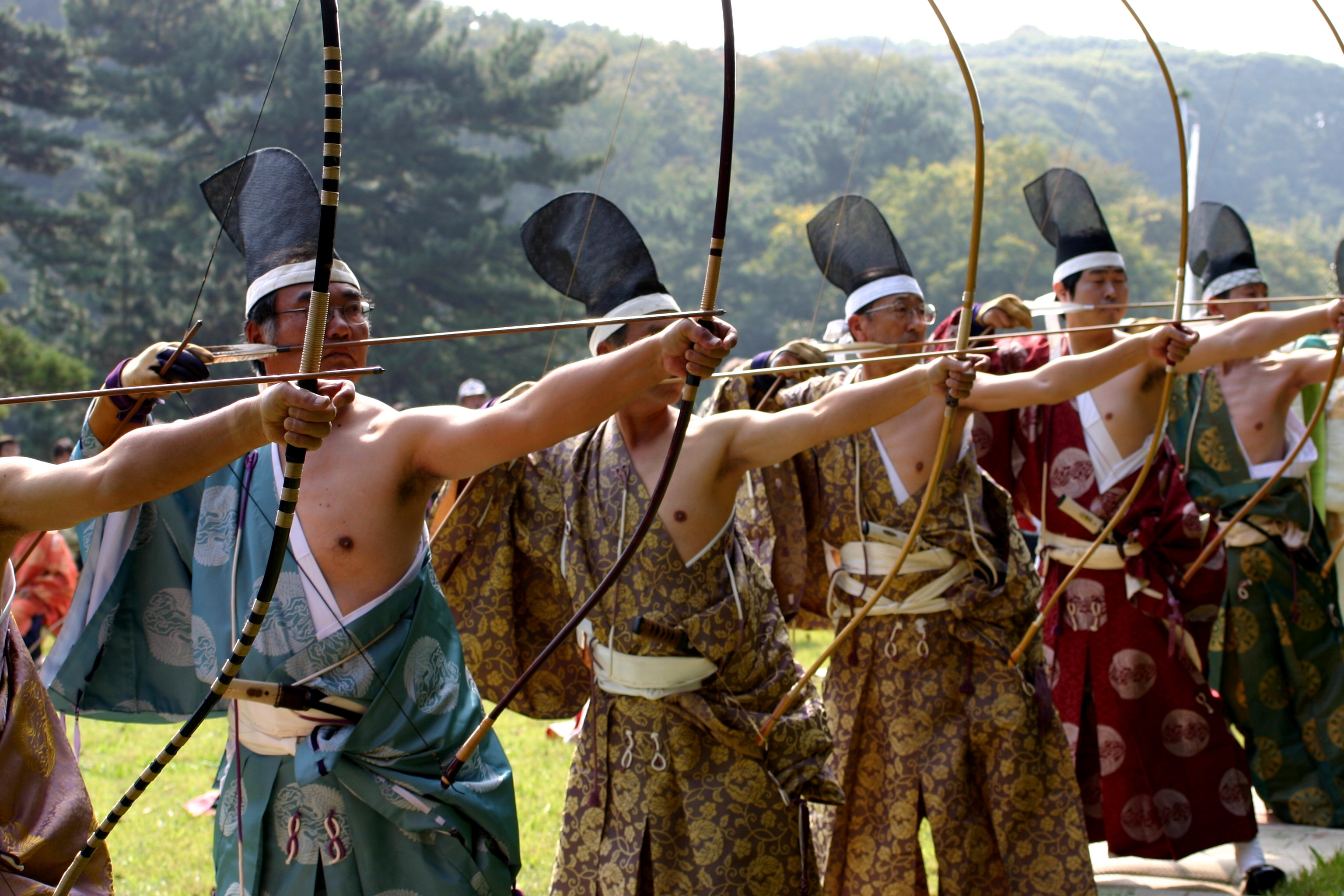
百手式（現代の小笠原流による演武）

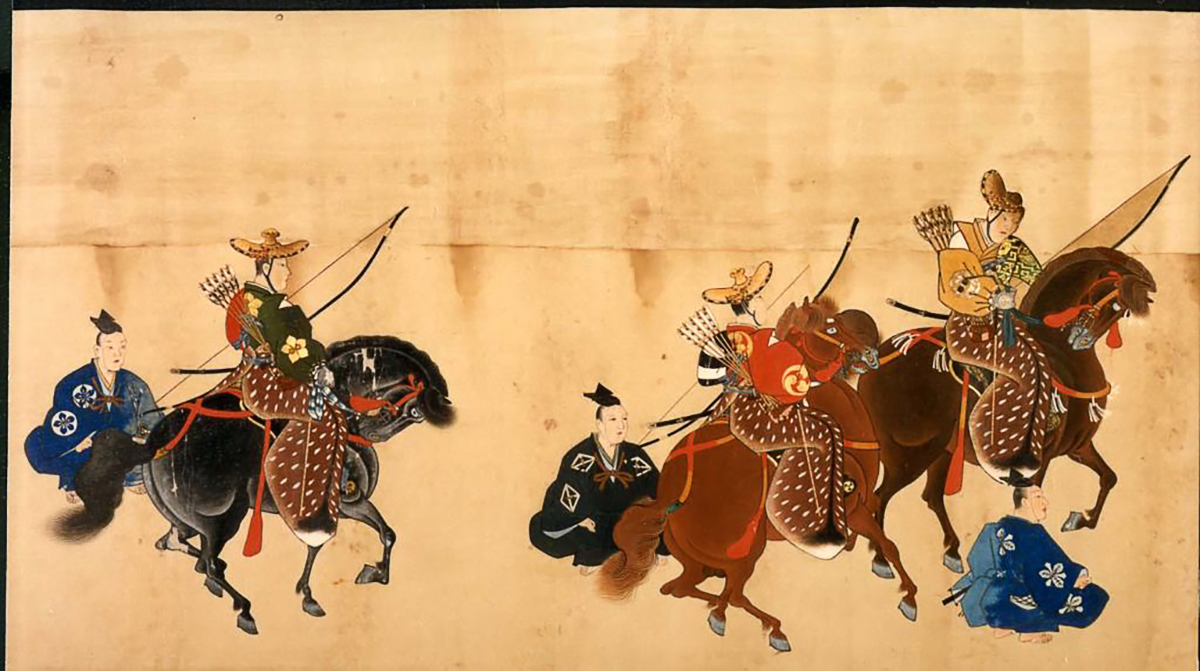
流鏑馬（江戸時代の流鏑馬。穴八幡宮所蔵「流鏑馬絵巻」（1738年頃）部分。）

元文5年（1740年）、旗本小笠原持賢（従五位下筑後守）の子として出生。祖父の持広は徳川吉宗が主導した弓術古儀式の復興に関与し、幕府の射礼師範となった人物であり、父の持賢も弓術儀式に度々参加し徳川家重付の小姓も務めたが、家督相続前の寛延4年（宝暦元年）（1751年）に祖父持広に先立って死去している。
宝暦7年（1757年）3月15日、将軍徳川家重に拝謁。同8年（1758年）祖父の持広に付き添って弓場始の式の修練の席に祗候し、見習うべき旨の指示を受けた。宝暦9年（1760年）12月21日、祖父の持広が死去、翌10年（1760年）3月5日その遺跡を継ぎ、小普請に列した。
宝暦11年（1761年）4月19日、御台所倫子女王の懐妊を受け、百手式を射手の面々に伝授し、時服2領、黄金3枚を賜った。同年10月16日、小姓組の番士となった。宝暦12年（1762年）8月19日、大奥の侍女の懐妊を受けて百手式のことを承り、前回同様に褒美を受けた。9月25日、今後は近侍衆をも師範するよう指示を受け、12月に時服2領、黄金2枚を賜った。
明和元年（1764年）4月22日、笠懸の将軍台覧で射手となり禄（褒美）を賜った。同年6月11日に徒頭となり、11月13日に布衣着用を許可された。同年閏12月18日、賭弓の将軍台覧があり褒美を賜った。
明和2年（1765年）9月13日、流鏑馬の射手を務め時服、黄金を賜った。明和4年（1767年）閏9月13日、流鏑馬を描いた巻物を奉じて黄金2枚を賜った。
明和5年（1768年）11月16日、新番頭に進んだ。
安永2年（1773年）閏3月20日、番士の賭弓、大的等の将軍台覧があり、持易が指南に精力を注いでいることを賞賛され、時服3領を賜った。
安永5年（1776年）4月、徳川家治の日光東照宮参詣に供奉し、5月15日に死去、享年37。嫡子の持齢はまだ16歳と若年であったため、射礼師範等のことは持易の弟の川勝平左衛門隆安が持齢を後見することとなった。

## 著書
「明和流鏑馬記」（明和2年成立。小笠原縫殿助持易 撰、伊勢貞丈 識。早稲田大学図書館所蔵。安永3年、伊勢貞丈所蔵本の写本。巻末に「絵ハ別巻ニ有」と朱書がある。）